# الجمعية الإنجليزية للنص المبكر
جمعية النص الإنجليزي المبكر، هي جمعية نشر نصوص تأسست عام 1864 وهي مخصصة لتحرير ونشر النصوص الإنجليزية المبكرة وخاصة تلك المتاحة فقط في المخطوطة. تحتوي معظم مجلداته على إصدارات من اللغة الإنجليزية الوسطى أو النصوص الإنجليزية القديمة. من المعروف أنها أول من طبع العديد من المخطوطات الإنجليزية الهامة، بما في ذلك مكتبة القطن، التي تحتوي على قصيدة الؤلؤه و سير غواين والفارس الأخضر، وغيرها من القصائد.

## التاريخ

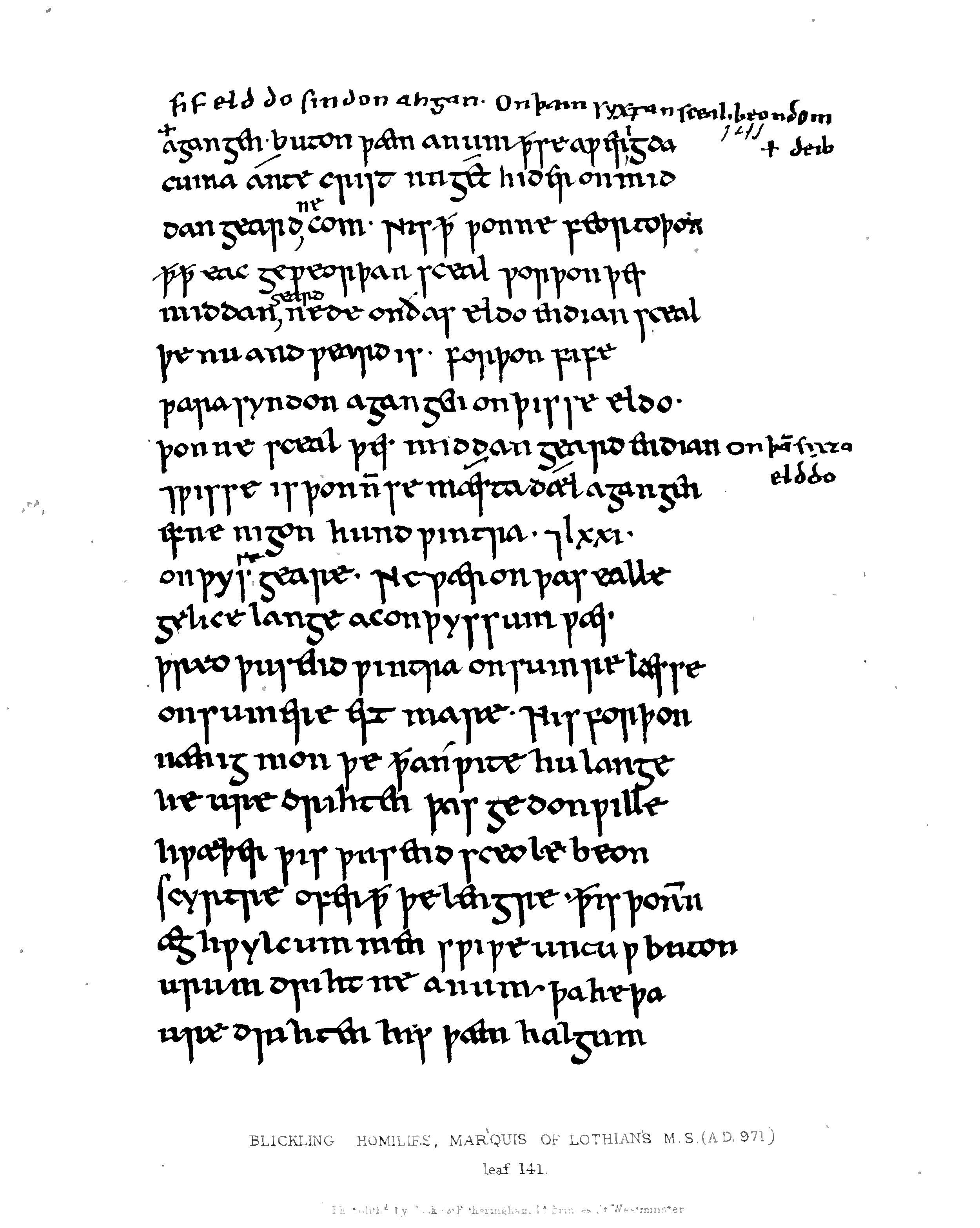
صفحة من Blickling Homilies بالفاكس، كما هي مستنسخة في عظات Blickling للقرن العاشر: من ماركيز لوثيان MS MS 971 الفريد ، حرره وترجمه ريتشارد موريس، EETS os vols 58، 63، 73 (1874–80)

تأسست الجمعية في إنجلترا عام 1864 على يد فريدريك جيمس فورنيفال . كان هدفها المعلن "من ناحية، لطباعة كل ما هو أكثر قيمة من MSS. غير المطبوعة حتى الآن باللغة الإنجليزية، ومن ناحية أخرى، لإعادة تحرير وإعادة طباعة كل ما هو أكثر قيمة في الكتب الإنجليزية المطبوعة، والتي من ندرة أو ثمن ليس في متناول الطالب من الوسائل المعتدلة ".
اعتبارًا من عام 2016 ، نشرت الجمعية 347 مجلدًا في سلسلتها الأصلية ؛ 126 مجلدًا في سلسلته الإضافية، المنشورة بين عامي 1867 و 1935 ، والتي تضم نصوصًا مطبوعة سابقًا، ولكن فقط في إصدارات غير مرضية أو نادرة ؛ و 25 مجلدًا في سلسلته التكميلية، وهي سلسلة عرضية وغير منتظمة بدأت في عام 1970. تحتفظ الجمعية بأغلب منشوراتها القديمة مطبوعة، باستثناء تلك التي حلت محلها االطاباللاحقة. يتم نشر المجلدات الآن نيابة عن الجمعية بواسطة مطبعة جامعة أكسفورد .

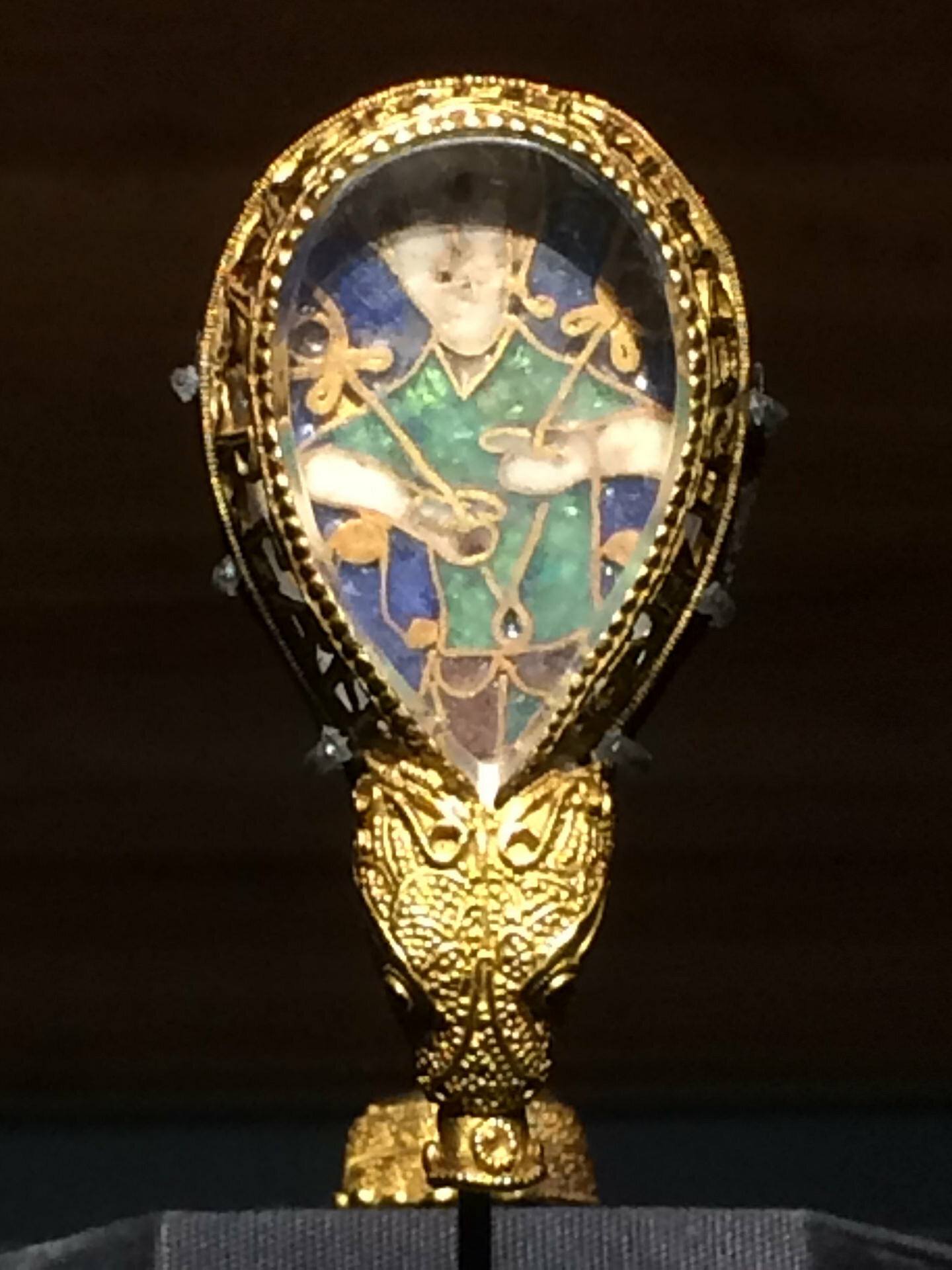
جوهرة الفريد

شعار الجمعية هو تمثيل للوحة المينا من الأنجلوسكسونية الفريد جويل، مع اخفاء إطارها الذهبي، ولكن يتضمن لفًا يحمل اسم الجمعية.

## الأعضاء البارزون
من الأعضاء البارزين في المجتمع عندما تم تشكيله في عام 1864 شمل فريدريك جيمس فورنيفال نفسه، ألفريد تينيسون (الحائز على الشاعر)، وارين دي لا رو (مخترع المصباح)، ريتشارد ترينش (الكنسية الأيرلندية)، القس. ريتشارد موريس (محرر 12 مجلدا بين 1862 و 1880)، وغيرها. كانت آن هدسون المخرجة من عام 2006 إلى 2013. المدير الحالي هو فنسنت جيليسبي.

## روابط خارجية
- الموقع الرسمي
- نصوص EETS في Project Gutenberg
- قائمة منشورات جمعية النص الإنجليزي المبكر مع وصف موجز